# 32-ри AVN награди
32-рата церемония по връчване на AVN наградите е събитие, на което списание „AVN“ представя своите годишни AVN награди в чест на най-добрите порнографски филми, изпълнители и продукти за възрастни за 2014 г. в САЩ.
Церемонията по връчване на наградите се състои на 24 януари 2015 г. в „Хардрок хотел и казино“ в Парадайс – предградие на Лас Вегас, САЩ.
Водещи на шоуто по връчване на наградите са порнографските актьори Алексис Тексас и Томи Пистъл и комедийната актриса Даниъл Стюърт. Трофейни момичета са Кармен Калиенте и Джилиън Дженсън.
Престижните награди за изпълнители на годината са спечелени от Аника Олбрайт при жените и от нейния съпруг Мик Блу при мъжете. Това е и първият случай в историята на наградите, когато двама съпрузи печелят наградите за изпълнители на годината. Картър Круз е удостоена с две от основните награди – за най-добра нова звезда и за най-добра актриса за ролята ѝ във филма „Втори шанс“.
Филмът „24 ХХХ: пародия на Аксел Браун“ печели наградите за най-добър филм и за най-добра пародия.

## Носители на награди

### Индивидуални награди
| Категория                             | Носител                                                 |
| ------------------------------------- | ------------------------------------------------------- |
| Изпълнителка на годината              | Аника Олбрайт                                           |
| Изпълнител на годината                | Мик Блу                                                 |
| Най-добра нова звезда                 | Картър Круз                                             |
| Най-добра актриса                     | Картър Круз – „Втори шанс“                              |
| Най-добра поддържаща актриса          | Вероника Авлъв – „Cinderella XXX: An Axel Braun Parody“ |
| Чуждестранна изпълнителка на годината | Аниса Кейт · Франция                                    |
| MILF изпълнителка на годината         | Индия Съмър                                             |
| Лесбийска изпълнителка на годината    | Син Сейдж                                               |
| Транссексуален изпълнител на годината | Венус Люкс                                              |
| Мейнстрийм звезда на годината         | Джеймс Дийн                                             |

### Награди за изпълнение на сцени
| Категория                                         | Носители |
| ------------------------------------------------- | --- |
| Най-добро соло/ закачливо изпълнение              | Аника Олбрайт, Дани Даниълс и Карли Монтана – „Аника 2“                                                                      |
| Най-добра сцена с орален секс                     | Вики Чейс – „Let Me Suck You 6“ (сцена 1)                                                                                    |
| Най-добра секс сцена момиче/момче                 | Ейдра Фокс и Риан Медисън – „Jean Fucking“                                                                                   |
| Най-добра сцена с анален секс                     | Адриана Чечик и Мануел Ферара – „Internal Damnation 8“                                                                       |
| Най-добра секс сцена с двойно проникване          | Аника Олбрайт, Мик Блу, Ерик Евърхард – „Аника 2“                                                                            |
| Най-добра секс сцена момиче/момиче                | Габриела Палтрова и Реми Лакроа – „Gabi Gets Girls“                                                                          |
| Най-добра секс сцена с тройка момиче/момче/момче  | Али Хейз, Мик Блу и Рамон Номар – „Али“                                                                                      |
| Най-добра секс сцена с тройка момиче/момиче/момче | Аника Олбрайт, Дани Даниълс и Роб Пайпър – „Дълбоко в Дани Даниълс“                                                          |
| Най-добра сцена с групов секс                     | Ей Джей Апългейт, Джон Стронг, Ерик Евърхард, Мистър Пийт, Рамон Номар, Джеймс Дийн, Джон Джон и Мик Блу – „Генгбенг на мен“ |
| Най-добра сцена с групов секс само с момичета     | Аника Олбрайт, Дани Даниълс и Карли Монтана – „Аника 2“                                                                      |
| Най-добра POV секс сцена                          | Финикс Мари и Лексингтън Стийл – „Гледна точка на Лекс“                                                                      |
| Най-жестока секс сцена                            | Адриана Чечик, Ерик Евърхард, Джеймс Дийн и Мик Блу – „Two’s Company, Three’s a Crowd“, „Gangbang Me“                        |
| Най-добра секс сцена в чуждестранна продукция     | Саманта Бентли, Хенеси и Роко Сифреди – „Перфектните роби на Роко 2“                                                         |

### Награди на феновете
| Категория                 | Носител        |
| ------------------------- | -------------- |
| Най-добри гърди           | Джейдън Джеймс |
| Най-горещо дупе           | Алексис Тексас |
| Любима порнозвезда – жена | Райли Стийл    |
| Любима порнозвезда – мъж  | Джеймс Дийн    |
| Най-горещ MILF            | Джулия Ан      |
| Най-сладка новачка        | Огъст Еймс     |
| Най-извратен изпълнител   | Бони Ротън     |
| Звезда в социалните медии | Дани Даниълс   |
| Любимо студио             | Брейзърс       |